# Vallenoncello
Vallenoncello (Valnonsel in dialetto pordenonese, Valnuncel in friulano, Valnaumzel in tedesco) è un quartiere del comune di Pordenone, nel Friuli-Venezia Giulia.
Fu un comune autonomo (codice Belfiore: L610) nel circondario di Pordenone dal 1816 fino al 1930, quando fu aggregato al comune di Pordenone. Parte dell'enclave austriaca in Friuli, feudo prima dei Bamberger poi degli Asburgo, passò nel XV secolo sotto i domini di San Marco.

## Monumenti e luoghi d'interesse

### Architetture religiose
La chiesa parrocchiale di Vallenoncello è dedicata a san Ruperto, arcivescovo di Salisburgo, vissuto al tempo del re dei Franchi Ildeberto, evangelizzatore della Baviera e dell'Illirico (tra VII e VIII secolo), e a San Leonardo di Noblac. L'edificio risale al XIV secolo ed in esso si conserva una pala del Pordenone denominata Madonna con il Bambino tra i Santi Sebastiano, Ruperto, Leonardo e Rocco (1513-14) e un'opera di Giovanni Maria Zaffoni.
La chiesa di San Leonardo in Sylvis, risalente al XV secolo, si erge su un breve spiazzo erboso nella valle del Romito.
La chiesetta di Sant'Anna, situata in via Segaluzza, è un modesto edificio settecentesco, unico luogo religioso dedicato al culto della Madre di Maria nella zona. Nel secondo dopoguerra, a seguito del boom economico italiano, la chiesetta è stata fagocitata dai capannoni dell'area industriale della zona.

### Architetture civili
All'esterno della chiesa parrocchiale di san Ruperto è visibile il monumento ai caduti, gruppo bronzeo di Pierino Sam dedicato ai caduti di tutte le guerre, che fu fatto erigere dalla famiglia Tajariol, una delle più antiche del paese. Sempre nel centro storico si può ammirare Villa Barbaro, splendido esempio di villa veneta del XVII secolo, già dimora del patrizio Nicolò Barbaro. Notevole anche la Villa Sist-Furlan, adiacente a piazza Valle, esempio di dimora padronale risalente al XVII secolo. Recentemente restaurata, immersa in un parco secolare di circa tre ettari a ridosso della città di Pordenone', si erge la torre del Castello Brun ove ancora vive l'ultimo conte Tajariol-Brun di Vallenoncello.

## Economia
Nella zona industriale di Vallenoncello sono presenti grandi industrie importanti a livello internazionale, tra cui Electrolux, Zanussi e Sèleco.